# تفسير السراج المنير
تفسيرُ السراج المنير أو السراج المنير في الإعانة على معرفة بعض معاني كلام ربنا الحكيم الخبير، أحد كتب تفسير القران الكريم المعاصرة، ألفه الفقيهُ الشافعيُّ محمد الشربيني الخطيب.وقد فرغ من تأليفه سنة 968هـ.

## أسلوب التفسير
يعد الكتابُ تفسيراً قيِّماً، اقتصر فيه المؤلفُ على أرجح الأقوال وإعراب ما يُحتاج إليه عند السؤال، وترك التطويل بذكر أقوالٍ غيرِ مَرضية وأعاريبَ محَلُّها كتبُ اللغة العربية، وحيث ذكر فيه شيئاً من القراءات فهو من السبع المشهورات، وقد يَذكر بعضَ أقوال وأعاريبَ؛ لقوة مداركها أو لورودها ولكن بصيغة قيل ليعلم أن المرضي أولها وسماه السراج المنير في الإعانة على معرفة بعض معاني كلام ربنا الحكيم الخبير.

## منهج المُفسر
عُني الشربينيُّ عناية بالغةً بالأسلوب الموضوعي في التفسير.
اتجاهُهُ في تفسير البسملة:
حيث يفسرها في كل سورة بنمط جديد يتناسب مع موضوع السورة ومقاصدِها وأهدافها حسبما يتراءى له. منهجه في بيان أسماء السور:
حيث ذكر أسماءَ أخرى لتسعَ عشرةَ سورةً، -بعضها يذكر الأسماء الأخرى دون التعليق عليها، وبعضها يتلمس الحكمة من تسميتها بهذه الأسماء-. أما باقي سور القرآن الكريم فقد وقف عند أسمائها المذكورةِ في المصحف.
اتجاهه في بيان فضائل السور:
حيث يذكر في نهاية تفسيره لكل سورة ما ورد في فضلها، وينبه على الضعيف منه والموضوع. ذَكَر آراء العلماء في الحروف المقطعة دون ترجيح رأي على آخر، ولم يذكر لنفسه رأياً في ذلك، -علما أنه أورد مسائلَ متعلقةً بهذه الأحرف وبيّن رأيه فيها-.
بالإضافة لاهتمامه الكبير بذكر المناسبات بين السور والآيات، واعتنائه بالقراءات السبع المشهورة واقتصار عليها، فقد أطال ذكر أسباب النزول وعزاها أحياناً إلى قائليها، وأحياناً لا يعزوها.
يهتم الشربيني بالأحكام الفقهية دون توسع، ولا يستفيض في عرض ومناقشة الاختلافات بين المذاهب الفقهية إلا قليلاً، ولا يذكر من المسائل الفقهية سوى ما يعين على فهم المراد من الآية.
يقول بجواز النسخ عقلاً، وجوازه شرعاً، ويرد على من ينكره.
في التفسير العلمي للآيات الكونية اتخذ الشربيني اتجاهاً وسطاً، فذكر ما ورد في الأثر فيها، واعتمد على الدلالات اللغوية في بيان المراد منها، ويذكر أقوال العلماء ولكن بقلة. الدعاء عند انتهائه من تفسير بعض الآيات، كذلك الدعاء عند الانتهاء من تفسير السورة.
يُكثر من المواعظ والرقائق والترغيب والترهيب، أثناء التفسير، و يستطرد في ذكر المواعظ والحكم الصوفية، لكنه لا يفسر الآيات تفسيراً إشارياً بمثل الفلسفة الصوفية.

## وصلات خارجية
- قراءة تفسير السراج المنير المكتبة الشاملة